# 小行星5601
小行星5601（英語：5601）是一颗围绕太阳公转的小行星。1991年11月4日，上田清二、金田宏在钏路市发现了此天体。
这颗小行星的绝对星等为359.4773983042026等。